# 16 septembre 1942
Le mercredi 16 septembre 1942 est le 259e jour de l'année 1942.

## Naissances
- Beverly Aadland (morte le 5 janvier 2010), actrice américaine
- Chedly Laroussi, homme politique tunisien
- Dennis Conner, skipper américain
- Dimităr Sahanikov, joueur de basket-ball bulgare
- Françoise Armengaud, universitaire, philosophe, traductrice, essayiste et écrivain française
- Jeff Young (mort le 3 octobre 2005), joueur gallois de rugby à XV
- Tadamasa Gotō, ancien yakuza

## Décès
- Carlo Bigatto (né le 29 août 1895), joueur et entraîneur de football italien
- Charles Walter Simpson (né le 16 avril 1878), peintre, graveur et illustrateur (1878-1942)
- Maria Osten (née le 20 mars 1908), écrivaine allemande
- Max Fenichel (né le 2 juillet 1885), photographe autrichien

## Événements
- départ du 33e convoi de déportation des Juifs de France, du camp de Drancy vers Auschwitz : 1000 déportés, 33 survivants en 1945;
- Madagascar : le régime de Vichy rejette les conditions de cessez-le-feu proposées par les Britanniques.